# Omaru Falls
Die Omaru Falls sind ein imposanter Wasserfall auf der Nordinsel Neuseelands. Er liegt im Lauf des Mapiu Stream, eines Nebenflusses des Mokau River, im Gebiet der Ortschaft Aria in der Region Waikato. Seine Fallhöhe beträgt etwa 45 Meter.
Vom New Zealand State Highway 4 zweigt 30 Autominuten südlich von Te Kūiti die Omaru Road nach Westen ab. Diese führt nach 700 Metern zu einem kleinen Besucherparkplatz. Von dort leitet ein 1,7 km langer Retourwanderweg durch Farm- und Buschland in etwa einer halben Stunde zu einem Aussichtspunkt oberhalb des Wasserfalls.